# Aldo Campagnari
Aldo Campagnari ist ein italienischer Geiger und Musikpädagoge.
Campagnari studierte Violine in Lodi bei Pierantonio Cazzulani und in Mailand bei Armando Burattin. Als Erster Geiger des Orchestra Giovanile Italiana trat er u. a. unter der Leitung von Riccardo Muti, Carlo Maria Giulini, György G. Ráth und Giuseppe Sinopoli auf, daneben spielte er im Orchester des Teatro alla Scala. Er setzte seine Ausbildung bei Massimo Quarta in Bologna und am Konservatorium von Lugano fort.
1997 wurde er Mitglied des Quartetto Prometeo, mit dem er Preise bei internationalen Festivals gewann – u. a. den Primo premio assoluta in Prag - , Rundfunkaufnahmen u. a. für die ARD, den ORF und die BBC einspielte und mit Musikern wie Mario Brunello, Alexander Lonquich, Veronika Hagen, Reiner Schmidt, Michele Campanella, Enrico Bronzi, Antony Pay, Enrico Pace, David Geringas und Jean-Guihen Queyras. Unter anderem nahm er sämtliche Streichquartette Robert Schumanns, Salvatore Sciarrinos, Hugo Wolfs und Karol Szymanowskis auf. 2006 gründete er das Quartetto Prometeo Festival, außerdem leitete er von 2006 bis 2009 in Lodi das Festival ContemporaneaMente. Als Mitglied des in Rom beheimateten Quintetts Alter Ego (mit Manuel Zurria, Paolo Ravaglia, Francesco Dillon und Oscar Pizzo) ist er auch auf dem Gebiet der zeitgenössischen Musik aktiv.
Campagnari gab Meisterkurse beim Orlando Festival und an der Pacific University in Kalifornien. Er unterrichtet Streichquartettspiel an den Konservatorien von Lugano, Geige und Streichquartettspiel an den Konservatorien von Pavia, Bari, Cosenza, Triest, Trento und Rovigo und Kammermusik am Konservatorium von Fermo. An den Kompositionskursen Sciarrinos an der Accademia Musicale Chigiana wirkte er als Assistent mit. 